# Protyndarichoides cinctiventris
Protyndarichoides cinctiventris is een vliesvleugelig insect uit de familie Encyrtidae. De wetenschappelijke naam is voor het eerst geldig gepubliceerd in 1934 door Girault.